# Alayah Pilgrim
 (juillet 2024).
Alayah Pilgrim (en arabe : عالية بيلكريم), née le 29 avril 2003 à Muri (Suisse), est une footballeuse internationale suisse qui joue au poste d'attaquante à l'AS Roma.

## Biographie
Née d'une mère suisse et d'un père marocain originaire d'Adouar (Taroudant), Alayah Pilgrim grandit à Muri dans le canton d'Argovie où elle fait ses premiers pas dans le football.

### Carrière en club
Les débuts ne sont pas simples pour Alayah Pilgrim puisque sa mère n'accepte pas qu'elle pratique le football en club. La joueuse se rend donc en cachette aux entraînements du FC Muri, club local de la ville où elle habite.	C'est alors que son entraîneur intervient auprès de la famille et réussit finalement à convaincre la maman d'Alayah de la laisser jouer. Le FC Muri ne disposant pas de section féminine, elle évolue avec les garçons jusqu'à l'âge maximum autorisé.
Le FC Aarau est le premier club exclusivement féminin qu'elle fréquente pour parfaire sa formation.

#### Découverte de la LNB au FC Aarau (2018-2020)
Alayah Pilgrim dispute son premier match de LNB (2e division nationale) à l'âge de 15 ans, avec le FC Aarau le 18 août 2018 en étant titularisée par Charles Grütter contre le SC Derendingen.
Elle marque ses premiers buts le 15 septembre en inscrivant un doublé contre le FC Rot-Schwarz Thoune dans une rencontre qui se termine sur un nul (3-3).
En Coupe de Suisse, elle marque un des buts de la victoire contre le Rapperswil-Jona comptant pour les huitièmes de finale. Le FC Aarau est éliminé le tour suivant par le Saint-Gall.
Le 27 octobre, Alayah Pilgrim s'illustre en inscrivant un quadruplé contre le FC Therwil à l'occasion de la 7e journée de LNB. Soit les quatre buts de son équipe qui s'impose (4-2).
La journée suivante à Saint-Gall, elle marque le but victorieux de son équipe (2-1).
Alayah Pilgrim manque une partie de la saison en raison de blessure et reste muette jusqu'au 25 mai 2019 où elle retrouve le chemin des filets de nouveau contre le FC Therwil.
Elle boucle la saison avec 18 matchs de championnat joués dont 13 titularisations et 8 buts marqués.

#### Saison 2019-2020
Alayah Pilgrim, qui a 16 ans, commence la saison par une victoire (3-2) et un but en championnat le 17 août 2019 contre le FC Rot-Schwarz Thoune.
Le 14 septembre elle marque un des buts du succès contre le SC Derendingen (2-0).
Un des moments forts de la saison reste la victoire 5-0 le 19 octobre à l'extérieur sur le terrain du Femina Worb où Alayah Pilgrim inscrit un triplé.
Mais Pilgrim est contrainte de s'absenter des terrains pendant plusieurs semaines et ce jusqu'à mi-février. Elle fête son retour en inscrivant un but qui permet à son équipe de ne pas perdre contre le FC Lucerne.
Puis la saison est achevée prématurément en raison de la pandémie de Covid-19.
Alayah Pilgrim quitte le FC Aarau après avoir pris part à 7 matchs de championnat et inscrit 6 réalisations lors de l'exercice 2019-2020.

#### Premiers pas dans l'élite avec le FC Bâle (2020-2022)
En 2020, à 17 ans, Alayah rejoint le FC Bâle où elle signe un contrat de deux ans, en parallèle au football elle termine ses études d'assistantes en soins et santé, et se rapproche de son ami Elijah Okafor, le frère de Noah Okafor, également footballeur au FC Bâle. Avec Bâle elle marque 9 buts en 33 matchs.

#### FC Zurich et découverte de la Ligue des champions (2022-2024)
Alayah Pilgrim rejoint le FC Zurich durant l'été 2022, un des meilleurs clubs suisses.
Le FC Zurich est d'ailleurs champion de Suisse sortant.
C'est avec ce club que Pilgrim découvre la Ligue des champions UEFA le 18 août en entrant en jeu contre le club féroïen de KÍ Klaksvík.
Elle entre en jeu pour la première fois en championnat le 10 septembre contre Servette, vice-champion de Suisse sortant.
Pilgrim est titularisée pour la première fois par Inka Grings le 25 septembre contre son ancien club, le FC Bâle. Match à l'issue duquel le FC Zurich s'impose sur le score large de 8-0.
Elle marque son premier but européen le 28 septembre contre le ŽNK SFK 2000 Sarajevo.
Il faut attendre le 15 octobre pour voir Alayah Pilgrim s'illustrer en championnat, avec un doublé contre le FC Lucerne.
Le 19 octobre, elle joue son premier match en phase de poule de Ligue des Champions, contre la Juventus.
Le 26 novembre sur le terrain d'Yverdon, elle inscrit un des buts de la victoire de son équipe (3-0).
Alayah Pilgrim honore sa première titularisation en Ligue des champions le 15 décembre sur le terrain de la Juventus à l'occasion de la 5e journée de la phase de groupes.
Elle termine sa première saison avec le FC Zurich en remportant le titre de championne de Suisse avec un but en finale des play-offs contre le Servette Chênois (victoire 3-0). À l'issue de cet exercice 2022-2023, Alayah prend part à 33 matchs toutes compétitions confondues dont seulement 8 en tant que titulaire pour 11 buts marqués.
En janvier 2024, Alayah Pilgrim quitte le FC Zurich pour s'engager avec le club italien leader de Série A, l'AS Roma pour un contrat jusqu'en 2027.

#### AS Roma (2024-)
Alayah Pilgrim joue son premier match avec la Roma le 27 janvier 2024 contre la Sampdoria en entrant en jeu à la 76e minute de jeu.
Elle inscrira son premier but le 3 mars contre l'AC Milan en Coupe d'Italie.

### Carrière internationale
Alayah Pilgrim connaît une première expérience internationale en mai 2019 en étant sélectionnée en équipe de Suisse des -16 ans pour participer à un tournoi amical en Finlande.
Elle participe aux qualifications du championnat d'Europe des -17 ans durant lesquelles elle s'illustre notamment contre la Moldavie en inscrivant un triplé.
Elle côtoie également la sélection des -19 ans avec laquelle elle prend part aux qualifications du championnat d'Europe de la catégorie. Mais la Suisse qui termine troisième de son groupe ne parvient pas à se qualifier pour la phase finale en République tchèque.

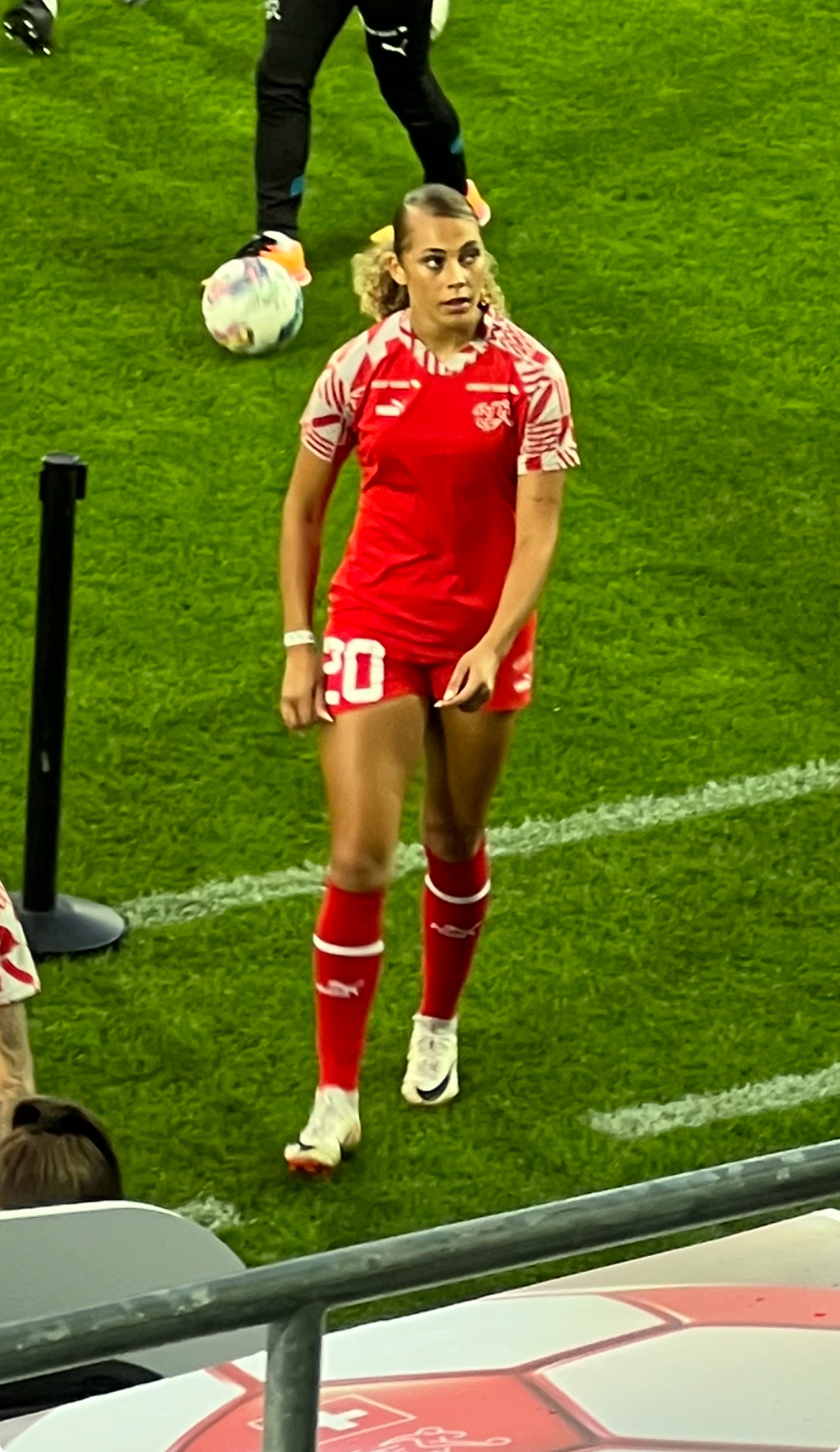
Pilgrim s'apprêtant à faire sa première apparition sous le maillot de l'équipe de Suisse A, le 22 septembre 2023.

Fin août 2022, Alayah Pilgrim reçoit une première convocation en équipe du Maroc pour un rassemblement au Centre Mohammed VI de football. Mais elle ne se présente pas à ce stage. Alayah justifie avoir décliné cette convocation car celle-ci est survenue à la dernière minute, ne lui laissant pas le temps de réfléchir.
Quelques semaines plus tard, elle est convoquée pour la première fois en équipe de Suisse A pour un match amical contre le Danemark le 11 novembre dans le cadre des préparations à la Coupe du monde 2023.
La Suisse perd (2-1) et son sélectionneur Nils Nielsen qui prend part à son dernier match à la tête de la Nati, ne lui donne pas de temps de jeu.
Interviewée par la presse helvète, elle déclare juste avant la Coupe du monde 2023 :  
« Je veux jouer pour la Suisse parce que j'ai grandi et été formée ici. Néanmoins, c'est un grand honneur que le Maroc me veuille et me fasse confiance.  »
— Alayah Pilgrim, 20 Minutes
Après avoir longtemps hésité, Alayah Pilgrim opte finalement pour son pays natal, la Suisse, et fait ses débuts le 22 septembre 2023 en entrant en jeu contre l'Italie dans le cadre de la 1re journée de la Ligue des nations, compétition qui vient de voir le jour. Elle dispute sa seconde cape, cinq jours après en entrant en jeu contre l'Espagne championne du monde en titre, dans le cadre de la 2e journée de la Ligue des nations.

## Statistiques

### En club
| Saison                | Club                  | Championnat           | Championnat | Championnat | Coupe(s) nationale(s) | Coupe(s) nationale(s) | Compétition(s) continentale(s) | Compétition(s) continentale(s) | Compétition(s) continentale(s) | Total | Total |
| Saison                | Club                  | Division              | M.          | B.          | M.                    | B.                    | Comp.                          | M.                             | B.                             | M.    | B.    |
| 2018-2019             | FC Aarau              | LNB                   | 18          | 8           | 2                     | 4                     | -                              | -                              | -                              | 20    | 12    |
| 2019-2020             | FC Aarau              | LNB                   | 7           | 6           | 0                     | 0                     | -                              | -                              | -                              | 7     | 6     |
| Sous-total            | Sous-total            | Sous-total            | 25          | 14          | 2                     | 4                     | -                              | -                              | -                              | 27    | 18    |
| 2020-2021             | FC Bâle               | Super League          | 17          | 6           | 4                     | 0                     | -                              | -                              | -                              | 21    | 6     |
| 2021-2022             | FC Bâle               | Super League          | 12          | 3           | 1                     | 4                     | -                              | -                              | -                              | 13    | 7     |
| Sous-total            | Sous-total            | Sous-total            | 29          | 9           | 5                     | 4                     | -                              | -                              | -                              | 34    | 13    |
| 2022-2023             | FC Zurich             | Super League          | 21          | 8           | 4                     | 2                     | WCL                            | 8                              | 1                              | 33    | 11    |
| 2023-2024             | FC Zurich             | Super League          | 3           | 0           | 0                     | 0                     | WCL                            | 1                              | 0                              | 4     | 0     |
| Sous-total            | Sous-total            | Sous-total            | 24          | 8           | 4                     | 2                     | -                              | 9                              | 1                              | 37    | 11    |
| Total sur la carrière | Total sur la carrière | Total sur la carrière | 78          | 31          | 11                    | 10                    | -                              | 9                              | 1                              | 98    | 42    |

#### Statistiques par compétition
| Compétition         | Matchs | Titu. | Buts | Cartons | Cartons |
| Compétition         | Matchs | Titu. | Buts | Jau.    | Rou.    |
| ------------------- | ------ | ----- | ---- | ------- | ------- |
| Super League        | 53     | 27    | 17   | 1       | 0       |
| Ligue nationale B   | 25     | 16    | 14   | 1       | 0       |
| Coupe de Suisse     | 11     | 6     | 10   | 0       | 0       |
| Ligue des champions | 9      | 3     | 1    | 0       | 0       |
| Total               | 98     | 52    | 42   | 2       | 0       |

### En sélection

#### Équipe de Suisse
Le tableau suivant liste les rencontres de l'équipe de Suisse auxquelles Alayah Pilgrim a pris part :

#### Statistiques par compétition
| Compétition       | Matchs | Titu. | Buts | Passes | Cartons | Cartons |
| Compétition       | Matchs | Titu. | Buts | Passes | Jau.    | Rou.    |
| ----------------- | ------ | ----- | ---- | ------ | ------- | ------- |
| Ligue des nations | 2      | 0     | 0    | 0      | 0       | 0       |
| Matchs amicaux    | 0      | 0     | 0    | 0      | 0       | 0       |
| Total             | 2      | 0     | 0    | 0      | 0       | 0       |

## Palmarès
FC Zurich (1)
- Championne de Suisse : 2022-2023

 AS Roma (2)
- Championne d'Italie : 2023-2024
- Vainqueur de la Coupe d'Italie : 2024.